# Estatua de Pedro el Grande
La estatua de Pedro el Grande, oficialmente llamado Monumento Para Conmemorar el 300 Aniversario de la Armada Rusa) es un monumento de 98 metros de altura dedicado a Pedro el Grande, situado al oeste de la confluencia del río Moscova y el canal Vodootvodni en el centro de Moscú (Rusia). Fue diseñada por el pintor y escultor georgiano Zurab Tsereteli para conmemorar los 300 años de la Armada de Rusia, fundada por Pedro el Grande. Construida en 1997, es la octava estatua más alta del mundo, con un peso cerca a las 1000 toneladas y con un contenido superior a las 600 toneladas de acero inoxidable, bronce y cobre.

## Historia
Desde su creación, la estatua ha generado controversia. En noviembre de 2008, fue elegida como el décimo edificio más feo del mundo según el sitio web Virtual Tourist. En 2010, fue incluida en la lista de las estatuas más feas del mundo de la revista Foreign Policy. Lonely Planet comentó:

«Dejando de lado las cuestiones de gusto, los moscovitas se mostraban escépticos acerca de la idea: ¿por qué rendir homenaje a Pedro el Grande, que odiaba a Moscú y trasladó la capital a San Petersburgo?».

A su diseñador, Zurab Tsereteli, se lo conoció por su presunta relación de amistad y favoritismo por parte del exalcalde de Moscú, Yuri Luzhkov, ya que el artista recibió un número de encargos de arte municipal durante su mecenazgo, tales como la catedral de Cristo el Salvador, el conjunto de Plaza del Manège y el Complejo Conmemorativo de la Guerra en Poklonnaya Gora. En octubre de 2010, a raíz de la salida de la alcaldía de Luzhkov, las autoridades de Moscú, según informes, se dispusieron a deshacerse de la estatua de Pedro el Grande y se ofrecieron a trasladarla a San Petersburgo, pero la ciudad rechazó tal oferta. Las autoridades de Arcángel y Petrozavodsk se ofrecieron a aceptar el monumento.
La estatua está supuestamente basada en un diseño pensado originalmente para conmemorar el 500 aniversario del primer viaje de Cristóbal Colón en 1992, pero al no encontrarse un cliente estadounidense para el proyecto, se lo reutilizó con una temática rusa, aunque el propio Tsereteli negó esta historia.
En 2016, se construyó en Puerto Rico una estatua parecida e igualmente colosal de Colón, conocida como El Nacimiento del Nuevo Mundo, del mismo diseñador, después de que varias ciudades de Estados Unidos la hubieran rechazado, y que fue inaugurada en la ciudad de Arecibo el 14 de junio de 2016. También en Sevilla, se erigió una escultura más pequeña pero similar de Tsereteli, llamada El Nacimiento de un Nuevo Hombre.